# Athanasios II. (Jerusalem)
Athanasios II. († 24. August 1244) war griechischer Patriarch von Jerusalem (spätestens ab 1235 bis zu seinem Tod).

## Leben
Athanasios kam „aus dem Westen“ (ἐκ δυσμῶν προελθών), stammte also nicht aus Palästina, sondern wohl aus dem Kaiserreich Nikaia.
1235 wurde er in einem Schreiben von Patriarch Germanos II. von Konstantinopel zur Frage eines eigenständigen bulgarischen Patriarchats in Tarnowo als amtierender Patriarch von Jerusalem genannt.
Seit 1229 herrschten Kreuzfahrer im Königreich Jerusalem. 1244 eroberten Khwarezmiyya und Ayyubiden die Stadt, Athanasios wurde am 24. August mit vielen anderen, griechischen wie lateinischen Christen in der Grabeskirche getötet.